# Else Imme
Else Josefine Imme (* 24. September 1885 in Berlin; † 5. August 1943 in Berlin-Plötzensee) war eine deutsche Widerstandskämpferin.

## Leben
Else wurde 1885 als uneheliche Tochter der Schneiderin Elisabeth Bertha Imme in deren Wohnung in der Oranienstraße 201 geboren. Ihre Mutter heiratete 1895 den Arbeiter Rudolf Paul Neugebauer. Imme erlernte nach dem Besuch der Volksschule den Beruf Verkäuferin. Sie war eine Halbschwester mütterlicherseits von Martha Bernstein, die in den 1930er Jahren in die Sowjetunion emigrierte und dort Mitarbeiterin der Komintern-Verwaltung war.
Ab 1914 war Else Imme Abteilungsleiterin im Kaufhaus Wertheim in der Leipziger Straße in Berlin-Mitte.
Imme wurde 1933 Mitglied der DAF und des NSV. Sie hatte ab 1934 regelmäßig Kontakte zu ihrer Schwester in der Sowjetunion.
Imme beteiligte sich am antifaschistischen Widerstandskampf durch Geldsammlungen für verfolgte Mitbürger, die von den Nationalsozialisten aus rassistischen Gründen verfolgt wurden. Außerdem hörte sie regelmäßig die Sendungen von Radio Moskau und gab diese Informationen weiter.
Ihre Wohnung in der Belforter Straße 29 stellte sie ab 1938/1939 für illegale Treffen der Widerstandsgruppe um Harro Schulze-Boysen zur Verfügung. Diese Wohnung wurde zeitweise zum Quartier für die aus der Sowjetunion im Sommer 1942 nach Berlin gekommenen Fallschirmspringer Erna Eifler und Wilhelm Fellendorf.
Am 18. Oktober 1942 wurde Imme festgenommen. Nach einem kurzen Aufenthalt im Gestapo-Gefängnis in der Prinz-Albrecht-Straße kam sie während der Untersuchungshaft ins Polizeigefängnis am Alexanderplatz und nach dem Urteil des RKG am 30. Januar 1943, durch das sie wegen „Feindbegünstigung“ zur Höchststrafe verurteilt wurde, in den Todestrakt des Frauengefängnis Barnimstraße. Das nicht rechtskräftige Urteil wurde am 5. August 1943 um 19:30 Uhr im Strafgefängnis Plötzensee vollstreckt.

## Ehrungen
- 1969 wurde ihr posthum von der Sowjetunion der Orden des Vaterländischen Krieges II. Klasse verliehen.[4]